# Closterus depressicornis
Closterus depressicornis är en skalbaggsart som beskrevs av Boppe 1912. Closterus depressicornis ingår i släktet Closterus och familjen långhorningar.
Artens utbredningsområde är Madagaskar. Inga underarter finns listade i Catalogue of Life.